# Notranjska
Nótranjska je pokrajina v Sloveniji, ki obsega jugozahodni del nekdanje avstro-ogrske dežele Kranjske. Skupaj z Gorenjsko in Dolenjsko je nekdaj tvorila deželo Kranjsko. Od tod njeno ime – Notranja Kranjska. 
Pomembnejša mesta in kraji so Postojna, Logatec, Vrhnika, Idrija, Cerknica, Pivka in Ilirska Bistrica. Kraški svet Notranjske je posejan s številnimi jamami, od katerih po velikosti in lepoti izstopa Postojnska jama, Škocjanske jame blizu Divače pa so že na Primorskem.
Meja z Gorenjsko poteka v Polhograjskem hribovju po razvodnici med Savo in Ljubljanico. Potem nadaljuje preko Ljubljanskega barja na Krim, to je že meja z Dolenjsko, po nekih virih je mejna reka Iška, ki teče nekaj kilometrov vzhodneje. Bloke so v celoti na Notranjskem, meja zaokroži tudi Babno polje in s tem celotno Notranjsko podolje, na Snežniško planoto (ta je 2/3 v Sloveniji in 1/3 na Hrvaškem), Snežnik je tako najvišja gora v tej pokrajini. Ilirska Bistrica in dolina Notranjske reke sodita v to pokrajino. Kranjska (torej tu Notranjska) je ob svoji ukinitvi z razpadom Avstro-Ogrske obsegala tudi del Brkinov, Vrhe in zgornji del Vipavske doline vključno s krajem Vipavo. Tudi Idrija je notranjsko mesto, Cerkno pa je vedno spadalo na Primorsko.